# Саут-Парк Тауншип (округ Аллегені, Пенсільванія)
Саут-Парк Тауншип (англ. South Park Township) — селище (англ. township) в США, в окрузі Аллегені штату Пенсільванія. Населення — 13 727 осіб (2020).

### Клімат
| Клімат : Саут-Парк Тауншип                 | Клімат : Саут-Парк Тауншип | Клімат : Саут-Парк Тауншип | Клімат : Саут-Парк Тауншип | Клімат : Саут-Парк Тауншип | Клімат : Саут-Парк Тауншип | Клімат : Саут-Парк Тауншип | Клімат : Саут-Парк Тауншип | Клімат : Саут-Парк Тауншип | Клімат : Саут-Парк Тауншип | Клімат : Саут-Парк Тауншип | Клімат : Саут-Парк Тауншип | Клімат : Саут-Парк Тауншип | Клімат : Саут-Парк Тауншип |
| Показник                                   | Січ.                       | Лют.                       | Бер.                       | Квіт.                      | Трав.                      | Черв.                      | Лип.                       | Серп.                      | Вер.                       | Жовт.                      | Лист.                      | Груд.                      | Рік                        |
| Абсолютний максимум, °C                    | 23,3                       | 24,4                       | 28,9                       | 32,2                       | 33,3                       | 35,6                       | 38,3                       | 36,1                       | 33,3                       | 31,1                       | 26,1                       | 23,3                       | 38,3                       |
| Середній максимум, °C                      | −1,1                       | 1,7                        | 8,9                        | 15,0                       | 20,6                       | 24,4                       | 27,2                       | 26,7                       | 21,7                       | 13,9                       | 6,1                        | 1,7                        | 13,9                       |
| Середній мінімум, °C                       | −7,8                       | −6,7                       | −1,7                       | 3,3                        | 7,8                        | 12,2                       | 16,1                       | 15,6                       | 10,6                       | 3,3                        | −1,1                       | −5                         | 3,9                        |
| Абсолютний мінімум, °C                     | −30,6                      | −25                        | −18,9                      | −10                        | −3,3                       | 1,1                        | 2,8                        | 1,7                        | −1,7                       | −10,6                      | −21,1                      | −24,4                      | −30,6                      |
| Середня кількість сонячних годин на місяць | 93                         | 110,2                      | 155                        | 183                        | 217                        | 243                        | 254,2                      | 229,4                      | 198                        | 167,4                      | 99                         | 74,4                       | 2023,6                     |
| Норма опадів, мм                           | 66                         | 69                         | 97                         | 99                         | 107                        | 99                         | 97                         | 84                         | 81                         | 58                         | 76                         | 74                         | 1006                       |
| ------------------------------------------ | -------------------------- | -------------------------- | -------------------------- | -------------------------- | -------------------------- | -------------------------- | -------------------------- | -------------------------- | -------------------------- | -------------------------- | -------------------------- | -------------------------- | -------------------------- |

## Демографія
Згідно з переписом 2010 року, у селищі мешкало 13 416 осіб у 5408 домогосподарствах у складі 3847 родин. Було 5669 помешкань
Расовий склад населення:
| - 94,9 % — білих - 2,8 % — чорних або афроамериканців - 0,8 % — азіатів - 0,1 % — корінних американців |

До двох чи більше рас належало 1,1 %. Частка іспаномовних становила 0,8 % від усіх жителів.
За віковим діапазоном населення розподілялося таким чином: 22,4 % — особи молодші 18 років, 63,7 % — особи у віці 18—64 років, 13,9 % — особи у віці 65 років та старші. Медіана віку мешканця становила 42,8 року. На 100 осіб жіночої статі у селищі припадало 97,5 чоловіків;  на 100 жінок у віці від 18 років та старших — 94,5 чоловіків також старших 18 років.
Середній дохід на одне домашнє господарство  становив 77 559 доларів США (медіана — 67 796), а середній дохід на одну сім'ю — 90 041 долар (медіана — 82 129). Медіана доходів становила 56 209 доларів для чоловіків та 41 909 доларів для жінок. За межею бідності перебувало 8,1 % осіб, у тому числі 10,1 % дітей у віці до 18 років та 7,9 % осіб у віці 65 років та старших.
Цивільне працевлаштоване населення становило 7183 особи. Основні галузі зайнятості: освіта, охорона здоров'я та соціальна допомога — 26,5 %, науковці, спеціалісти, менеджери — 12,3 %, роздрібна торгівля — 12,0 %.